# Херен-Херкен
Херен-Херкен (англ. Heeren-Herken) — группа хуторов, исторически объединённых единой системой землепользования (гемаркунг) в городе Рес (район Клеве, земля Северный Рейн-Вестфалия, Германия.

## География
Херен-Херкен расположен к северо-востоку от центра города Рес (нем. Rees) и к северо-западу от Хальдерна (нем. Haldern). Небольшой регион долины Нижнего Рейна представляет собой разбросанные сельские хутора и отдельные крестьянские усадьбы без плотного заселения. Бывший муниципалитет Херен-Херкен (ныне гемаркунг) имеет площадь 5,01 км² с населением 158 человек.

### Охрана природы
На территории Херен-Херкена зарегистрированы следующие природоохранные объекты:
- 5 памятников природы (отдельные деревья или их группы);
- Природоохранная ландшафтная территория между ручьями Хальденер Бах и Вольфштранг;
- Биотопы: BK-4104-012 (Низина Вольфсштранга); BK-4104-021 (Лаэкхаузен ландвер у Хаус Аспель); BK-4104-022 (Луга Гройнше в Лобринке); BK-4104-043 (Канава и пруд к западу от Херкена); BK-4104-031 (Зеленая низина Херен-Херкен); BK-4104-032 (Крестьянский лес к юго-востоку от Хальдена и в Кальфуртер-Хайде).

## История
Херен и Херкен — две старые крестьянские общины, которые с XIX века образовали сельскую общину в бургомистрате Хальдерн (с 1928 года амт Хальдерн) в районе Рес административного округа Дюссельдорф.
1 января 1975 года в соответствии с Законом о Нижнем Рейне Херен-Херкен был включён в состав города Рес.

## Население

### Динамика
| Год  | Население | Источник |
| ---- | --------- | -------- |
| 1832 | 205       | [ 4 ]    |
| 1861 | ▼201      | [ 3 ]    |
| 1871 | ▼193      | [ 5 ]    |
| 1885 | ▼186      | [ 6 ]    |
| 1910 | ▲226      | [ 7 ]    |
| 1925 | ▼216      | [ 2 ]    |
| 1939 | ▼174      | [ 8 ]    |

## Геральдика

### Герб
Несмотря на малую численность населения и разбросанность мелких населённых пунктов по территории, у Херена-Херкена имеется свой герб, который в виде штандартов развешены почти у всех жилых строений. Он символизирует как христианскую, так и крестьянскую сущность гемаркунга.
Описание: На золотом (жёлтом) щите изображён двойной красный крест (объединение Херена и Херкена), на верхнем конце которого восседает красный петух (одновременный символ апостола Петра и птицеводства региона), а нижний конец вставлен в полукруглое крепление.

## Памятники архитектуры
- Старая крестьянская усадьба по адресу Herkener Weg 20.

## Культура
Одним из приверженцев исторических местных традиций является «Общий стрелковый клуб Хельдерло-Херен-Херкен».